# Mad About the Boy
Mad About the Boy est une chanson populaire écrite et composée par l'acteur et dramaturge Noël Coward. Elle est introduite dans la revue Words and Music en 1932 par Joyce Barbour, Steffi Duna, Norah Howard et Doris Hare. La chanson traite du thème de l'amour non partagé pour une star de cinéma. La chanson acquiert une nouvelle popularité en 1992 lorsque l'interprétation de Dinah Washington, enregistrée en 1961, est utilisée dans une publicité pour Levi's réalisée par Tarsem Singh.

## Création
Mad About the Boy fait partie de la revue Words and Music écrite par Noël Coward et présentée par Charles B. Cochran, qui  met en vedette Ivy St.Helier, John Mills, Joyce Barbour et Romney Brent. La première représentation a lieu à l'Opéra de Manchester le 25 août 1932 et dure jusqu'au 10 septembre. Le spectacle est ensuite transféré à l'Adelphi Theatre de Londres à partir du 16 septembre 1932 pour 164 représentations. Joyce Barbour, Steffi Duna, Norah Howard, Doris Hare, Ann Codrington, Millie Sim et Joy Spring sont les interprètes de la chanson.
La revue, largement revisitée par le producteur John C. Wilson, est transposée au Music Box Theatre de New York en janvier 1939 sous le titre Set to Music. Beatrice Lillie en est la vedette principale.

## Paroles
La chanson raconte l'adoration d'une star de cinéma par de nombreuses de femmes alors qu'elles font la queue devant un cinéma, et est chantée à tour de rôle par plusieurs personnages féminins. Les admiratrices expriment leur amour pour leur héros :
On the silver screen
He melts my foolish heart in every single scene (version originale)
Sur l'écran d'argent

Il fait fondre mon cœur insensé dans chaque scène
Coward écrit plus tard des couplets supplémentaires pour une production new-yorkaise, qui doit être chantée par un personnage masculin. Les paroles font explicitement référence aux sentiments homosexuels avec des lignes telles que :
When I told my wife
She said "I've never heard such nonsense in my life!" (version de Broadway)
Quand j'ai dit à ma femme
Elle a dit « Je n'ai jamais entendu de telles bêtises de ma vie! »
Les paroles font également une référence humoristique à la prétendue effémination du personnage, qui est comparé à l'actrice Myrna Loy, et à ses tentatives répétées infructueuses de thérapie de conversion avec son psychiatre. Ces couplets ne seront jamais interprétés car la direction les juge trop risqués.
Le « garçon » en question serait l'acteur Douglas Fairbanks Jr., dont un journal américain dit, des années plus tard : « Noel aimait… [mais] Doug ne l'aimait certainement pas en retour, bien que les deux hommes soient devenus de bons amis ». Une autre star hollywoodienne, Tyrone Power, fait également fait l'objet de rumeurs au sujet de la chanson.

## Version de Dinah Washington
Dinah Washington enregistre la chanson deux fois : d'abord, le 24 mars 1952 avec l'accompagnement orchestral de Walter Roddell, puis le 4 décembre 1961 avec Quincy Jones et son orchestre. L'enregistrement de 1961 est peut-être la version la plus connue de la chanson. L'arrangement sur une mesure à 
 pour voix et orchestre de jazz de Jones omet deux couplets et est enregistré dans la ville natale du chanteur à Chicago, pour le label Mercury.
La version de 1952 sort en single, tandis que celle de 1961 n'est pas publiée en single avant 1992. Mad About the Boy est l'une des 40 chansons qu'elle enregistre avec Quincy Jones en 1961. Certaines d'entre elles sont publiées sur deux albums : I Wanna Be Loved et Tears and Laughter, tous deux sortis en 1962. La chanson Tears and Laughter sort en single, mais Mad About the Boy reste inédite jusqu'à sa parution sur Golden Hits - Volume One, une compilation de 1963. À ce moment-là, Washington est passée du label Mercury à Roulette. L'enregistrement est également publié sur d'autres compilations de Washington.
La version de Washington est popularisée pour une nouvelle génération lorsqu'elle a été utilisée comme piste d'accompagnement dans une publicité télévisée de 1992 pour les jeans Levi's. Dans la publicité, influencée par le film The Swimmer de 1968 avec Burt Lancaster, un jeune homme traverse un quartier de banlieue américain en retirant tous ses vêtements, à l'exception de son pantalon, traverse des jardins privés et plonge dans une série de piscines pour rétrécir son jean. L'enregistrement de Washington est réédité par Mercury à l'occasion de cette campagne publicitaire, et la pochette présente une photo de l'homme torse nu sortant d'une piscine et porte le logo de Levi's. Le single entre dans le Top 50 du UK Singles Chart.

## Autres enregistrements
Parmi les artistes ayant enregistré cette chanson, on peut citer :
- 1932 :
  - Noël Coward et orchestre dirigé par Ray Noble, à Londres, le 20 septembre. L'enregistrement n'est pas publié à l'époque mais a été inclus dans divers CDs.
  - Phyllis Robins with Jack Hylton & his Orchestra, à Londres, le 3 octobre, sorti en single (78 tours) .
  - Anona Winn with the Blue Lyres, à Londres, le 3 octobre.
  - Gertrude Lawrence le 11 octobre, sorti en face B du single Let's Say Goodbye.
  - Elsie Carlisle with Ray Starita & his Ambassadors Band, à Londres, le 5 novembre.
- 1940 : Maxine Sullivan le 1er mai et sur Anniversary Album en 1946.
- 1942 : Lena Horne sur l'album Moanin' Low.
- 1947 : André Previn, version instrumentale en face B de son single Just One Of Those Things.
- 1948 : Dinah Shore, orchestre dirigé par Sonny Burke, sur 'S Wonderful.
- 1949 : Helen Forrest. Cet enregistrement est utilisé en 2009 dans le jeu vidéo Fallout: New Vegas.
- 1954 :
  - Larry Elgart Orchestra, album Until The Real Thing Comes Along et single.
  - Bobby Jaspar, sur Bobby Jaspar's New Jazz.
- 1957 : Carmen McRae with Jack Pleis and his Orchestra, sur Carmen McRae Sings Noel Coward (avec Charlie Shavers à la ttrompette et Ray Bryant au piano).
- 1958 :
  - Julie London sur l'album London by Night.
  - Patti Page, The Waltz Queen.
  - Morgana King Sings The Blues.
- 1962 : Benny Golson Quartet, sur l'album Turning Point.
- 1963 : Eartha Kitt dans l'émission de Ed Sullivan The Toast of the Town.
- 1969 : la chanteuse israélienne Esther Ofarim dans le show TV This Is Tom Jones, puis en single l'année suivante.
- 1978 : Cybill Shepherd, comme chanson titre de son album avec Stan Getz.
- 1982 : Tom Robinson, Cabaret '79: Glad to Be Gay.
- 1983 : la québécoise France Joli sur son album Attitude.
- 1993 : Elaine Paige, Romance & the Stage.
- 1996 : Marian McPartland, At the Hickory House.
- 1998 : Marianne Faithfull, sur la compilation hommage Twentieth Century Blues - The Songs of Noël Coward.
- 2002 : Billy May, The Ultimate.
- 2009 :
  - China Moses et Raphael Lemonnier, This One's for Dinah.
  - la chanteuse allemande Margot Hielscher, sur Hallo Fräulein.
- 2012 :
  - Caro Emerald with Jools Holland's Rhythm and Blues Orchestra sur l'album The Golden Age of Song[9].
  - Ruth Jacott, sur Simply The Best.
- 2016 : Amanda Lear, album Let Me Entertain You.
- 2017 : Sheridan Smith, album Sheridan.
- 2022 : Adam Lambert, en single et sur l'album High Drama.

## Utilisations diverses
Mad About the Boy peut être entendue dans plusieurs films ou séries télévisées, parmi lesquels :
- 1969 : The Magic Christian, avec Peter Sellers et Ringo Starr, interprétée par l'actrice Miriam Karlin.
- 1973 : Les Rapaces du Troisième Reich, avec Peter Finch et Michael York (version de Noël Coward).
- 1997 : Paradise Road, avec Glenn Close, par Julie Anthony.
- 2004 : Adorable Julia, avec Jeremy Irons, interprétée par Denzal Sinclaire.
- 2008 : Un mariage de rêve (adapté de la pièce de Nöel Coward), interprétée par Jessica Biel.

La chanson est parodiée par Frank Oz dans Le Muppet Show : Mad About the Boy devient Mad About the Frog.
En plus de la campagne pour Levi's, la chanson est également utilisée dans des publicités pour un parfum de Bourjois-Chanel en 1993 et pour la Citroën Xsara en 2002, avec le mannequin Claudia Schiffeer.